# Свети Марк (Биляча)
„Свети апостол и евангелист Марк“ (на сръбски: Храм св. апостола и јеванђелисте Марка) е православна църква във вранското село Биляча, югоизточната част на Сърбия. Част е от Вранската епархия на Сръбската православна църква.
Църквата е разположена в южния край на селото. Издигната е в 1926 година на основите на стара църква, която е била посветена на Свети Димитър. В архитектурно отношение църквата е византийски кръстокуполен храм. Иконостасът в храма е от 1928 година, дело на дебърския майстор Димитър Папрадишки.